# Алекс Грималдо
Алехандро Грималдо Гарсија (шп. Alejandro Grimaldo García; Валенсија, 20. септембар 1995) је шпански фудбалер који тренутно наступа за Бајер из Леверкузена. Игра на позицији левог бека.

## Успеси
Бенфика
- Прва лига Португалије (4) : 2015/16,[5] 2016/17,[6] 2018/19,[7] 2022/23.[8]
- Куп Португалије  (1) : 2016/17.[9]
- Лига куп Португалије  (1) : 2015/16.[10]
- Суперкуп Португалије  (3) : 2016,[11] 2017,[12] 2019.[13]

 Бајер Леверкузен
- Бундеслига Немачке (1) : 2023/24.[14]
- Куп Немачке (1) : 2023/24.[15]

 Шпанија до 19
- Европско првенство до 19 година:  2012.[16]

 Шпанија
- Европско првенство (1):  2024.[17]

Појединачни
- Идеални тим Европског првенства до 19 година: 2012.[18]
- Идеални тим Лиге Европе: 2018/19.[19]
- Одбрамбени играч месеца у Првој лиги Португалије: фебруар 2019,[20] децембар/јануар 2023,[21] фебруар 2023.[22]
- Гол месеца у Првој лиги Португалије: јануар 2019,[23] август 2021.[24]
- Идеални тим Прве лиге Португалије: 2018/19,[25] 2022/23.[26]
- Фудбалер месеца у Бундеслиги Немачке: април 2024.[27]
- Идеални тим Бундеслиге Немачке: 2023/24.[28]
- ВДВ идеални тим Бундеслиге Немачке: 2023/24.[29]